# Guerrita
Rafael Guerra Bejarano dit « Guerrita », né à Cordoue (Espagne) le 6 mars 1862, mort à Cordoue le 21 février 1941, était un matador espagnol.

## Présentation
« Guerrita » fut sans doute l’un des plus grands matadors de son époque, peut-être même le plus grand : insurpassable avec les banderilles, d’une parfaite maîtrise avec la muleta, infaillible avec l’épée. Il se fait d'abord banderillero comme il est fréquent à l'époque et acquiert vite une réputation qui dépasse celle du maestro qu’il assiste, d’abord « Bocanegra », puis Fernando Gómez « El Gallo ».
Il prend l’alternative à Madrid (Espagne) le 29 septembre 1887, avec comme parrain « Lagartijo », face à des taureaux de Gallardo.
Après son alternative, il va écraser tous ses rivaux pendant une dizaine d'années : « El Espartero », Antonio Reverte, Antonio Fuentes, « Algabeño », « Bombita », « Lagartijo » et Luis Mazzantini. On recense dans sa légende la journée du 19 mai 1895 où il a participé à trois corridas d'affilée : à sept heures du matin à San Fernando (province de Cadix), face à des taureaux de Saltillo ; à onze heures à Jerez de la Frontera (province de Cadix) face à des taureaux de Cámara ; à cinq heures et demie à Séville, face à des taureaux de Murube. Il tue ce jour-là neuf taureaux avec neuf estocades et un descabello. 
« Guerrita » était également célèbre pour ses petites phrases et son franc parler. À de jeunes toreros venus lui demander conseil et qui lui demandent « Maestro qu'est ce qui est le plus difficile à faire en piste ? » Réponse : « Cracher. » À des aficionados qui lui demandent à quoi il attribue son succès : « Au fait que le taureau a des cornes. S’il n’avait pas de cornes, il y aurait des milliers de Guerrita. » Au roi Alphonse XIII qui l'invite à jouer aux échecs : « Sire, je vous remercie, mais je ne joue pas à ce jeu de pédales. » On connaît également son jugement sur la hiérarchie taurine à son époque : « D'abord il y a moi, après moi il n'y a personne, et après personne,  Fuentes. »
Sa domination sans partage, ses cachets exorbitants, finissent par lasser le public qui le conspue plus que de raison. On lui reproche également de choisir les taureaux qu’il combattra, ce qui finit par pousser Mazzantini et Reverte à exiger un tirage au sort.
Le 15 octobre 1899, à l’issue d’une corrida à Saragosse, il annonce sa retraite, déclarant amer : « Je ne m’en vais pas des taureaux, on me chasse. »
Il a été nommé par la vox populi « Deuxième Calife de la Tauromachie » après « Lagartijo ».